# Areven
Het Areven is een natuurgebied dat zich bevindt op 1,5 km ten westen van Stramproy. Het is 12 ha groot en in bezit van de Vereniging Natuurmonumenten.
Het is een laaggelegen vochtig gebied dat zich bevindt te midden van loofbossen. Tot het gebied behoren perceeltjes weiland en hooiland. Hier leven de kleine watersalamander en de alpenwatersalamander. Het voorkomen van de waterviolier duidt op de aanwezigheid van kwel.
Het gebied sluit in het westen aan op de Stramprooierheide. In het zuiden vindt men het Stramprooierbroek en in het noorden zijn er het dal van de Tungelroyse Beek en de Tungelerwallen.
Het gebied maakt deel uit van het Grenspark Kempen-Broek.